# Eagle (Idaho)
Eagle es una ciudad ubicada en el condado de Ada en el estado estadounidense de Idaho. En el año 2010 tenía una población de 19.908 habitantes y una densidad poblacional de 829,5 personas por km².

## Geografía
Eagle se encuentra ubicado en las coordenadas 43°41′35″N 116°20′47″O / 43.69306, -116.34639. Según la Oficina del Censo, la localidad tiene un área total de 24 km² (9,3 mi²), de la cual 23,8 km² (9,2 mi²) es tierra y 0,2 km² (0,1 mi²) (0.97%) es agua.

## Demografía
En el 2000 la renta per cápita promedia del hogar era de $65.313 y el ingreso promedio para una familia era de $71.907. En el año 2000 los hombres tenían un ingreso per cápita de $50.962 contra $29.066 para las mujeres. El ingreso per cápita para la localidad era de $27.226. Alrededor del 3,8% de la población estaba bajo el umbral de pobreza nacional.